# Aeropuerto Internacional Felipe Ángeles
El Aeropuerto Internacional Felipe Ángeles (código IATA: NLU - código OACI: MMSM) es un aeropuerto comercial que sirve a la zona metropolitana del valle de México. Fue realizado como parte de un sistema aeroportuario regional que se complementa con el Aeropuerto Internacional de la Ciudad de México y el Aeropuerto Internacional Lic. Adolfo López Mateos. El aeropuerto fue inaugurado el 21 de marzo de 2022.
Se remodelo y amplió, lo que antes era la Base Aérea Militar N.º 1 de Santa Lucía, en Zumpango, la cual fue construida e inaugurada el 24 de noviembre de 1952, por el entonces presidente Miguel Alemán, siendo parte del complejo metropolitano aeroportuario  del Estado de México y la capital del país. Por extensión territorial es el segundo aeropuerto más grande del país por detrás del Aeropuerto Internacional de Cancún.

## Descripción
La remodelación y ampliación del aeropuerto fue inaugurada por el presidente de la República Andrés Manuel López Obrador el 21 de marzo de 2022, con el nombre de Aeropuerto Internacional Felipe Ángeles, en honor al héroe homónimo de la Revolución Mexicana.
El código IATA del aeropuerto es NLU. Cuenta con 24 posiciones de contacto con puente abordaje, 5 posiciones de semicontacto con abordaje a través de la plataforma y 16 posiciones remotas. Haciendo un total de 45 posiciones de embarque.
Actualmente cuenta con 2 pistas de despegue y aterrizaje civiles (04R/22L y 4C/22C), y una militar (04L/22R).

## Historia

### Antecedentes (1952-2019)
La Base Aérea de Santa Lucía fue inaugurada parcialmente en el año 1952, debido a la necesidad de reubicar el Campo Aéreo Militar de Balbuena. El aeródromo se inauguró el 24 de noviembre de 1952, durante la presidencia de Miguel Alemán Valdés; sin embargo, las aeronaves que aún operaban en Balbuena se trasladaron a Santa Lucía hasta 1959. Llegó a contar con una pista de aterrizaje de 3,780 metros de largo y 75 metros de ancho, que en su momento fue la pista de aterrizaje pavimentada más ancha de México y llevaba el nombre de «General Alfredo Lezama Álvarez» en honor a quien fue su comandante de 1961 a 1964.
En marzo de 2018, como parte su campaña a la presidencia, el entonces candidato Andrés Manuel López Obrador propuso la privatización del Nuevo Aeropuerto Internacional de la Ciudad de México (NAICM) o la ampliación de la base aérea de Santa Lucía para convertirla en un aeropuerto internacional, inclinándose finalmente por esta última.
En la primera quincena de octubre de 2018, López Obrador, ya como presidente electo, convocó a una consulta popular que organizaron la Fundación Arturo Rosenblueth y un grupo de ciudadanos. Por sí misma, la consulta causó cierta controversia, ya que en México desde 2014 se promulgó una ley que instituye la consulta popular como una forma de participación ciudadana, y el proceso que se llevó a cabo fue una encuesta realizada por un particular y sin validez oficial, donde los que participaron de este proceso podrían elegir si preferían continuar con la construcción del NAICM o interrumpirla. El resultado favoreció la construcción de Santa Lucía, 310 463 personas (29% del total) votaron por la continuidad del proyecto de Texcoco y 747 000 votaron a favor de Santa Lucía (69%).

### Remodelación y Ampliacion (2019-2022)

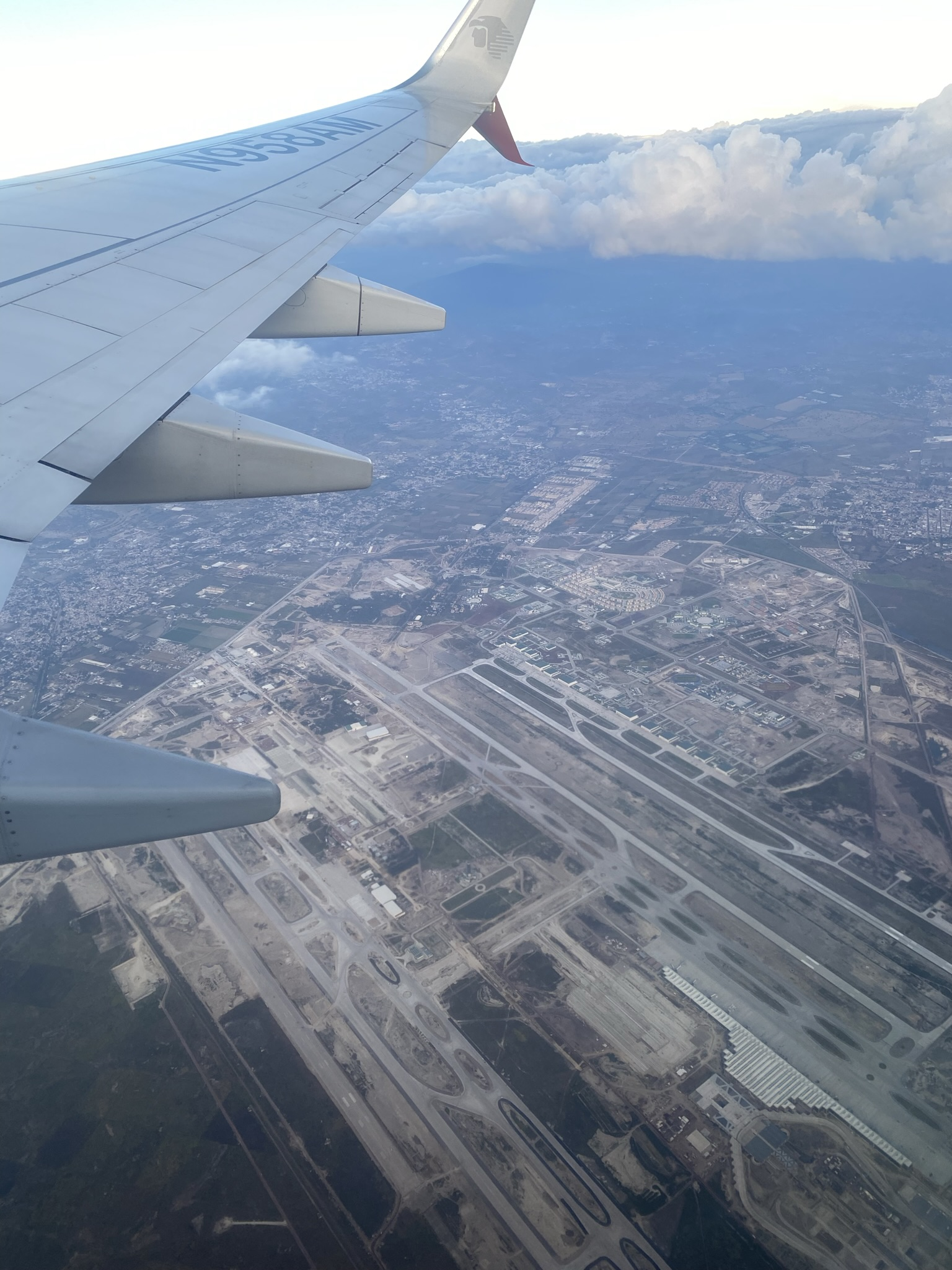
Vista aérea durante la construcción.

El gobierno federal asignó de forma directa el diseño del proyecto ejecutivo al arquitecto Francisco González-Pulido y a la Secretaría de la Defensa Nacional (SEDENA) —entidad estatal que administra las dos ramas de las Fuerzas Armadas de México, el Ejército y la Fuerza Aérea Mexicana (FAM)— la coordinación de la ejecución del mismo. Se puso como meta inaugurar el AIFA el 21 de marzo de 2022. La construcción costaría 84 000 millones de pesos mexicanos, incluida una conexión vial con el AICM que operaría en conjunto con el AIFA, aunque para marzo de 2022 el costo ya se encontraba en 115 981 millones de pesos mexicanos.
Diversas instalaciones militares previamente existentes incluyendo la pista de aterrizaje y la plataforma de aviación fueron reubicadas y redimensionadas con el fin de cumplir con las especificaciones del nuevo aeropuerto.
Durante la construcción del aeropuerto, el miércoles 15 de diciembre del 2021 ocurrió un accidente en donde 22 obreros se vieron involucrados, presentando heridas leves. Esto después de que los trabajadores decidieran tomar como transporte un vehículo tipo grúa.

### Operación (2022-actualidad)
El 21 de marzo de 2022, se inauguró el Aeropuerto, la inauguración estaba programada a las 11:00 horas de ese día, pero previo a ello, el presidente ofreció su habitual conferencia de prensa matutina desde dicho inmueble.
A las 12:57 horas: El secretario de la Defensa Nacional, Luis Cresencio Sandoval, firma la entrega del aeropuerto. Tras eso, el presidente López Obrador devela la placa de entrega, recepción e inicio de operaciones del nuevo aeropuerto.

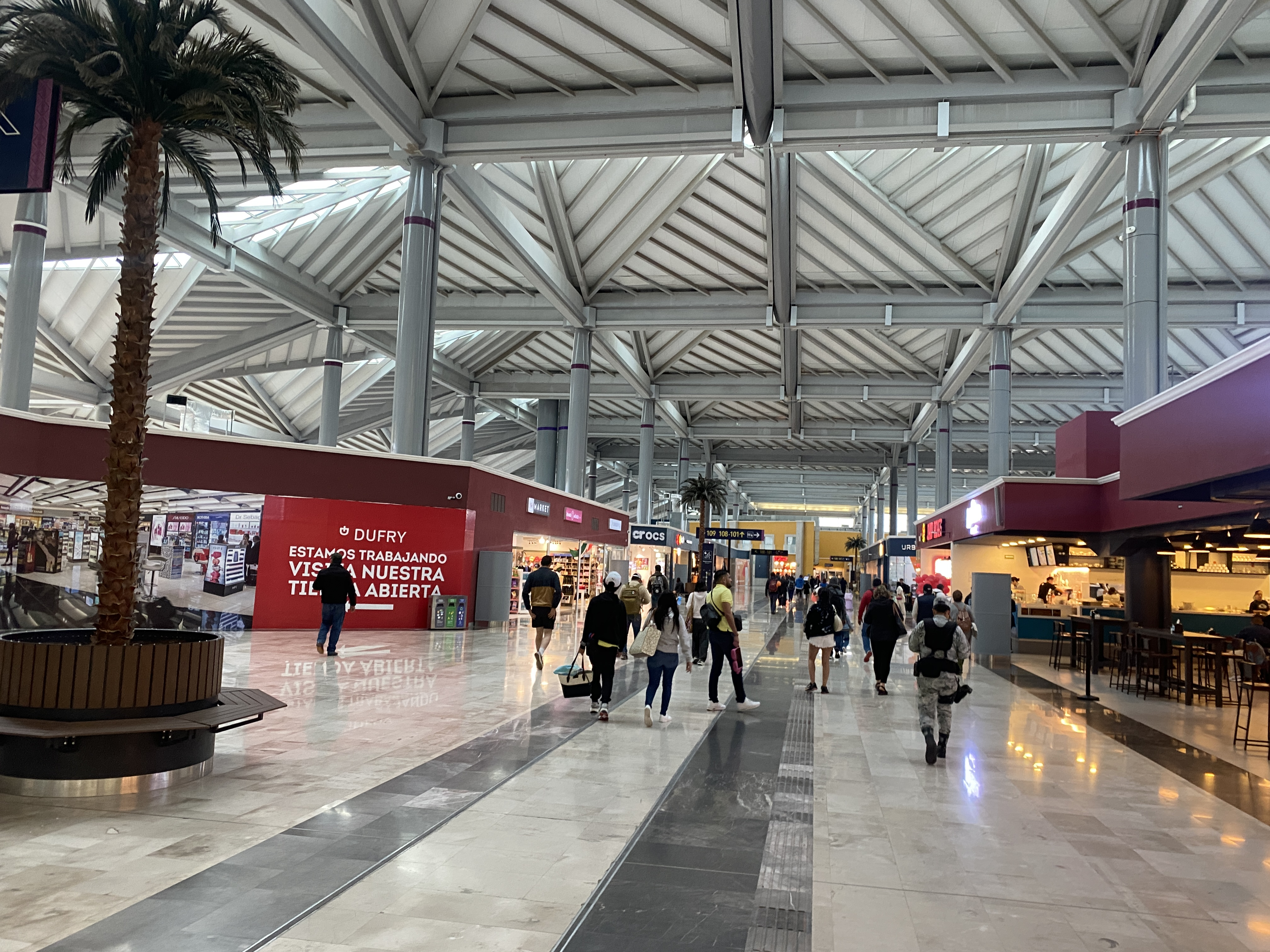
Pasillo comercial dentro del aeropuerto.

El primer vuelo comercial nacional que recibió el aeropuerto, fue vuelo 890 de Aeroméxico Connect, este con destino al Aeropuerto Internacional Carlos Rovirosa Pérez en Villahermosa. Mientras que el primer vuelo internacional fue por parte de la aerolínea venezolana Conviasa, con destino al Aeropuerto Internacional de Maiquetía Simón Bolívar en Caracas, Venezuela.
Mientras que el primer vuelo de carga que recibió el aeropuerto fue el 1 de septiembre de 2022, con un vuelo de AeroUnion, procedente de Tijuana.
La tarde del 8 de enero del 2023, con motivo de la celebración de la X Cumbre de Líderes de América del Norte en la Ciudad de México, el presidente de los Estados Unidos de América, Joe Biden aterriza en el aeropuerto en el Air Force One. Un día después, el primer ministro de Canadá, Justin Trudeau fue recibido en el aeropuerto junto con su esposa.

## Ubicación y comunicaciones
Situado en el pueblo de Santa Lucía, dentro del municipio de Zumpango, el aeropuerto está a 20 kilómetros de la cabecera municipal de éste municipio y a 44 km al norte del Centro Histórico de la Ciudad de México y está rodeado por zonas urbanas de los municipios de Nextlalpan y Tecámac al oeste, al sur y al este. Como es de mencionar, éste aeropuerto está situado en la zona metropolitana de la Ciudad de México y por lo tanto  tiene una conexión carretera con otros estados del país como Hidalgo, Tlaxcala, Puebla y Querétaro.

### Acceso en taxi
Estos son los únicos taxis autorizados por el aeropuerto:
- Sitio Aifa Santa Lucía (Cromática Región Ecatepec)
- Flex Shuttle
- Di-Ber
- Taxal
- Ataxsa
- Confort Unlimited
- Shadai

### Acceso en auto
En el Aeropuerto Internacional Felipe Ángeles se pueden rentar servicios de auto por parte de AVASA, Mex Rent A Car.

#### Interconexión vial Camino a Tonanitla

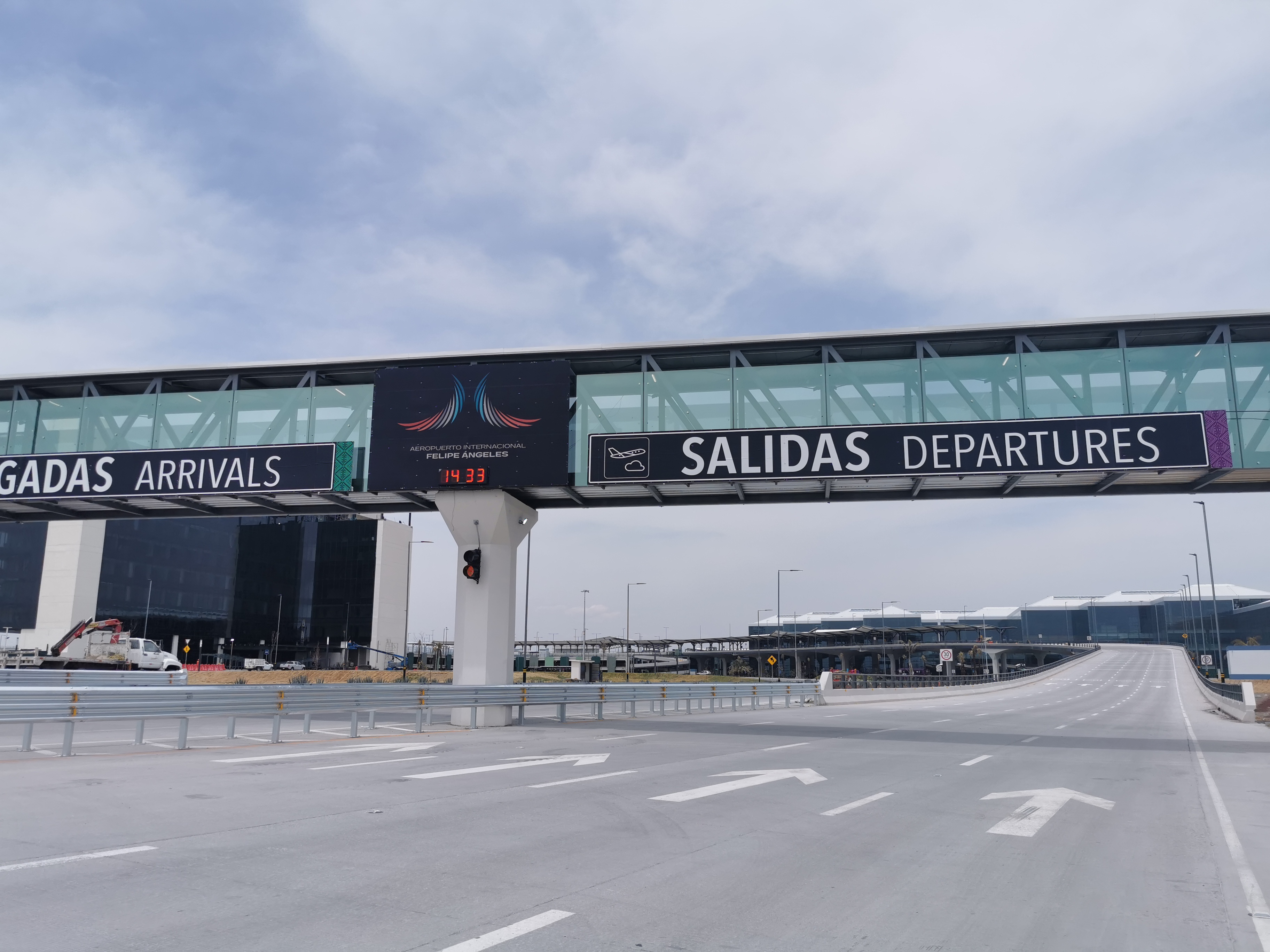
Acceso principal del aeropuerto

Una de las principales entradas vehiculares al AIFA la constituye la interconexión vial al Camino a Tonanitla, con una longitud aproximada de diez y medio kilómetros. Una amplía vialidad de cuatro carriles de entrada y cuatro carriles de salida, que conecta con el Circuito exterior mexiquense (CEM), Autopista México-Pachuca y México-Pachuca libre. Sobre ella funciona el servicio de Mexibús, con las líneas 2 y 4.

#### Circuito Exterior Mexiquense
Una de las principales entradas vehiculares al AIFA es la interconexión vial al Circuito Exterior Mexiquense, con una longitud aproximada de cuatro y medio kilómetros. Una amplía vialidad de tres carriles de entrada y tres carriles de salida y en la parte central esculturas de mamuts debido a los descubrimientos, brinda alta eficiencia para los traslados en un reducido tiempo. El desarrollo combina los sistemas de transporte público con el transporte particular.
Grupo Aleatica, uno de los operadores privados de concesiones de infraestructura de transporte en México, construyó la vialidad que interconecta el Circuito Exterior Mexiquense con el AIFA Base Aérea Militar N.º 1 de Santa Lucía.
Con esto se conecta la Ciudad de México desde el lado oriente en un tiempo de 40 minutos, y pudiendo conectar con el AICM por carretera en el menor tiempo posible. Para el lado poniente el Circuito Exterior Mexiquense conecta con la autopista México-Querétaro para llegar a la Ciudad de México.

#### Autopista México-Pachuca
Una de las principales entradas vehiculares (principalmente vehículos de carga) al AIFA es la autopista México-Pachuca, en la que existe una desviación a la altura del pueblo de Santa Lucía para conectar con el aeropuerto.
Se espera que esta vía sea utilizada principalmente por los vehículos de carga ya que conecta directamente con el área de aduanas y la terminal de carga doméstica e internacional. También podrá ser utilizada por pasajeros debido a que existen desviaciones hacia el CEM y Camino a Tonanitla para llegar directo al aeropuerto y evitar rodear la zona de carga.

#### Carretera Libre México-Pachuca
Es una vía de entrada vehicular (principalmente vehículos de carga) al Aeropuerto Internacional Felipe Ángeles (AIFA), conectando directamente con la zona de carga a la altura del pueblo de Santa Lucía.
También puede ser utilizada por pasajeros debido a que existen desviaciones hacia el CEM y Camino a Tonanitla para llegar directo al aeropuerto y evitar rodear la zona de carga, esta vía comparte uso con el carril confinado del Mexibús línea 4.

### Acceso en autobús

#### Suburbanos
Unas de las principales formas de llegar es por el Mexibús, un sistema de transporte público basado en autobuses de tránsito rápido (Bus Rapid Transit o BRT por sus siglas en inglés) del Gobierno del Estado de México. Al aeropuerto llega la línea 1 del Mexibús en una ruta desde la terminal Ojo de Agua, permitiendo la transferencia a la estación Ciudad Azteca de la línea B del Metro de la Ciudad de México.
Así mismo, existe una variedad de rutas de autobuses y vagonetas que prestan sus servicios al AIFA, las cuales son:
| Ruta                                        | Tipo de unidad                                                                                                 | Origen                    | Destinos |
| ------------------------------------------- | --- | ------------------------- | --- |
| AIFABÚS                                     | Autobuses tipo Volkswagen Babybus                                                                              | Terminal de Pasajeros     | Real de Granada |
| AIFABÚS                                     | Vagonetas tipo Sprinter                                                                                        | Terminal de Pasajeros     | Puente de Fierro |
| Autotransportes San Pedro Santa Clara km 20 | Autobuses tipo Marcopolo Torino                                                                                | Paradero Glorieta Militar | Indios Verdes y La Raza                                                                                               |
| Autotransportes San Pedro Santa Clara km 20 | Vagonetas tipo Urvan Hiace y Transporter                                                                       | Paradero Glorieta Militar | Central de Abastos Ecatepec San Cristóbal Ecatepec                                                                    |
| Grupo Flecha Azul Valle de Mexico           | Vagonetas tipo Urvan Hiace y Transporter                                                                       | Paradero Glorieta Militar | Pueblos de Temascalapa                                                                                                |
| Cometa de Oro                               | Autobuses y vagonetas                                                                                          | Paradero Glorieta Militar | Central de Abastos Ojo de Agua Metro Indios Verdes x Autopista 30-30 Ojo de Agua Zumpango Mercado Nextlalpan Jaltenco |
| Ecoelite y Citrus                           | Vagonetas tipo Sprinter con motor tipo GMC Vortec de 6 cilindros como las Chevrolet Silverado y Mercedes a Gas | Paradero Glorieta Militar | Metro Indios Verdes x Autopista 30-30 Ojo de Agua Metro Potrero                                                       |
| Brujas de Huehuetoca Grupo AMZ              | Vagonetas y minibuses tipo Vochobus                                                                            | Paradero Glorieta Militar | Indios Verdes La Raza                                                                                                 |
| Grupo AAZ                                   | Vagonetas tipo Sprinter                                                                                        | Terminal de Pasajeros     | Zumpango |

#### Foráneos
Dentro de la planta baja de la Terminal Intermodal de Transporte Terrestre se aloja una estación de autobuses para los pasajeros foráneos con capacidad para 16 cajones de autobuses, 8 cajones para abordaje y 8 cajones para salida, permitiendo a los usuarios el transportarse hacia otros destinos del país.
Para la comodidad de pasajeros y usuarios, posee tanto taquillas como máquinas automáticas para la venta de boletos además de salas de espera previas al abordaje de los autobuses, sala vip, cajeros automáticos, locales comerciales, casas de cambio, locales de recuerdos (suvenires), paquetería, bodega de carga, sanitarios, oficinas administrativas, áreas de descanso para los operativos y demás instalaciones.
Estos son los destino por donde se puede llegar al aeropuerto en autobús:
| Hacia la Ciudad de México   | Hacia la Ciudad de México |
| Línea                       | Destinos |
| --------------------------- | --- |
| ADO                         | Terminal del Norte, Metro Indios Verdes |
| ADO Conecta                 | TAPO, AICM-T1 |
| Caminante                   | Ciudad Satélite, Cuautitlán Izcalli, Palacio de Bellas Artes |
| Ebus                        | WTC, Ángel de la Independencia, Plaza Miyana |
| Ecoelite                    | Monumento a la Revolución, Palacio de Bellas Artes, Plaza Luis Cabrera, Parque España, Ciudad Satélite, Valle Dorado                                                          |
| ETN/VIVABUS                 | Ángel de la Independencia, Terminal del Sur, Terminal del Norte |
| Flecha Roja                 | Terminal Observatorio |
| Futura                      | Terminal del Norte |
| Hacia otros puntos del país | |
| ADO                         | Pachuca, Puebla |
| AVM Ovnibus                 | Actopan, Huehuetoca, Ixmiquilpan, Pachuca, Tula de Allende |
| Caminante                   | Toluca-Tollocan |
| Costa Line                  | Acapulco, Chilpancingo |
| Estrella Roja               | Puebla |
| ETN/VIVABUS                 | Guanajuato, Celaya, Morelia, Salamanca, Querétaro, San Juan del Río, San Miguel de Allende, Tepotzotlán                                                                       |
| Flecha Roja                 | Tepotzotlán |
| Futura                      | Pachuca |
| ODM                         | Aguascalientes, Celaya, Durango, Huauchinango, León, Poza Rica, Querétaro, San Juan del Rio (Queretaro), Tampico, Tampico Terminal Ejercito, Tuxpan Centro, Tuxpan, Zacatecas |
| Primera Plus                | Celaya, León, Querétaro, San Juan del Rio (Queretaro) |
| Pullman de Morelos          | Cuernavaca |

### Acceso en tren
Está en construcción un ramal del Tren Suburbano desde la estación de trenes de Buenavista en centro de la Ciudad de México. La ampliación será inaugurada en diciembre de 2025.

## Beneficios
- Las pistas más largas de México.[35]
- Bajo nivel de utilización, amplitud y limpieza.[36]
- Rapidez.[37]
- Una sola terminal.
- 22 aceras móviles.[38]
- Suelos podotáctiles.
- Zonas de juegos infantiles.[39]
- Relativamente baja ocupación de los vuelos.[40]
- Aeroméxico Connect opera aviones Embraer E190 en configuración 2-2 de cabina.[41] Notar que algunos vuelos son en Aeroméxico con Boeing 737.[42]
- Los pasajeros gozan de tasas de aeropuerto que corresponden a 54% menos para vuelos domésticos y 60% menos para vuelos internacionales que las que se cobran en el Aeropuerto Internacional de la Ciudad de México.[43][44]
- En general, los pasajes cuestan menos que en el AICM.[45]
- Terminal de autobuses.[46]
- Hotel y tres museos en el aeropuerto.[47][48][49][50]
- Menor impacto sonoro y vial, además de otras ventajas para las operaciones de carga.[51]
- Reorientación del crecimiento urbano.[52]

## Terminal de pasajeros

Plataforma en el interior de la Terminal.

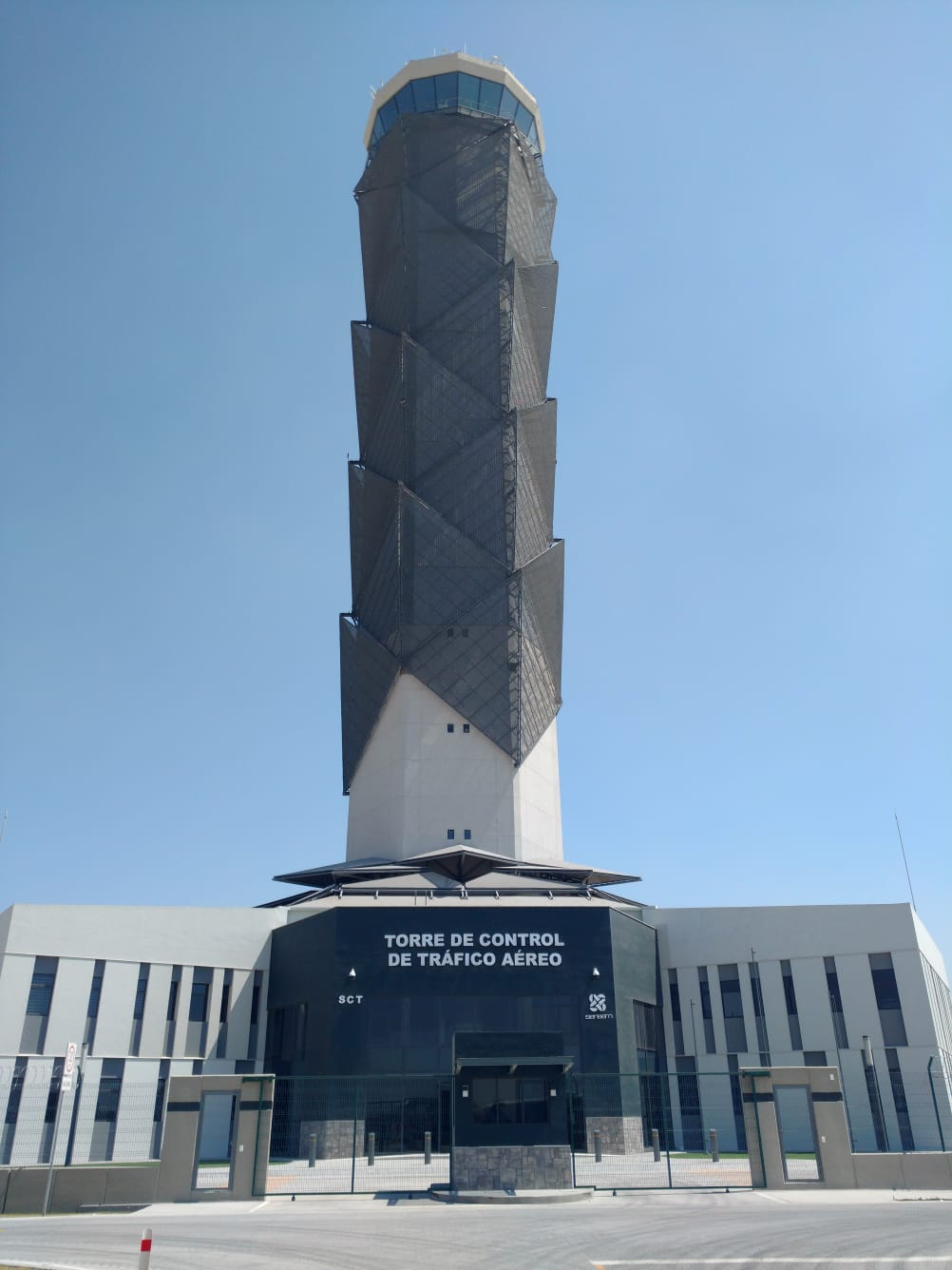
Torre de control del aeropuerto.

- Una plataforma principal denominada "Plataforma este" de concreto hidráulico con 17 posiciones de las cuales:[53]
  - 5 posiciones de contacto con abordaje a través de la plataforma (posición 501 a 505).[54][55][56]
  - 12 posiciones (posiciones 106 a 116 y 506) con capacidad de adaptarse para recibir dos aeronaves de menores dimensiones (como posiciones 106A, 106B, 107A, 107B, etc), con pre-puentes de abordaje para embarques y desembarques simultáneos conectados 2 puentes de abordaje cada una.

- 11 posiciones remotas en la «plataforma central» de concreto hidráulico de las cuales 5 tienen capacidad adaptarse para recibir dos aeronaves de menores dimensiones.

- Área de check-in, que contará con:[57]
  - 100 mostradores convencionales.
  - 86 quioscos de autoservicio.
  - 20 mostradores drop-off.
  - Un grupo para futuro crecimiento en una superficie de 5410 m².
  - 22 bandas de seguridad con rayos X.
  - 6 bandas de seguridad adicionales para futuro crecimiento; esto, en una superficie de 4740 m².

- Sala de última espera, que tendrá una superficie de 29 100 m², contando con 5087 asientos.
- Reclamo de equipaje, que estará en una superficie de 13 015 m² en su primera fase, que contempla:
  - 3 carruseles para reclamo de equipaje nacional.
  - 4 carruseles para reclamo de equipaje internacional.
  - 4 carruseles adicionales para futuro crecimiento.

- Contará con 1312.50 m² de aéreas vip.

### Salones vip del aeropuerto
La terminal cuenta con los siguientes salones vip:
- VIPort Lounge
- The Grand Lounge Elite
- Salón Hacienda Santa Lucía

## Terminal de carga
La Terminal de carga posee una plataforma de estacionamiento de concreto hidráulico con 6 posiciones de las cuales 5 tienen opción de adaptarse para recibir dos aeronaves de menores dimensiones de forma simultánea.
El complejo carguero contempla actividades de primera, segunda y tercera línea.
- La primera línea concentra a las actividades de las aerolíneas que movilizan carga y los servicios de maniobra en tierra que ofrecen los almacenes fiscalizados (252,900 m²).
- La segunda línea, fuera del área controlada por la autoridad fiscal y aduanera, se instalarían oficinas para agencias aduanales, sucursales de empresas de mensajería y paquetería (courier), así como unidades bancarias (72 500 m²).
- La tercera línea extiende su zona de influencia hacia la zona industrial y logística que se ha desarrollado en las zonas aledañas.

La administración del AIFA espera que debido a su ubicación, la terminal de carga sea un «hub estratégico», punto neurálgico y el más importante del país en términos de carga aérea, dada su conectividad con los principales puertos, ciudades y a los principales ejes carreteros y ferroviarios.
La terminal de carga fue inaugurada el 1 de septiembre de 2022, con un vuelo de AeroUnion, procedente de Tijuana.
En enero de 2023, la empresa DHL anunció que realizará todas sus operaciones de carga en el nuevo aeropuerto.

## Pistas

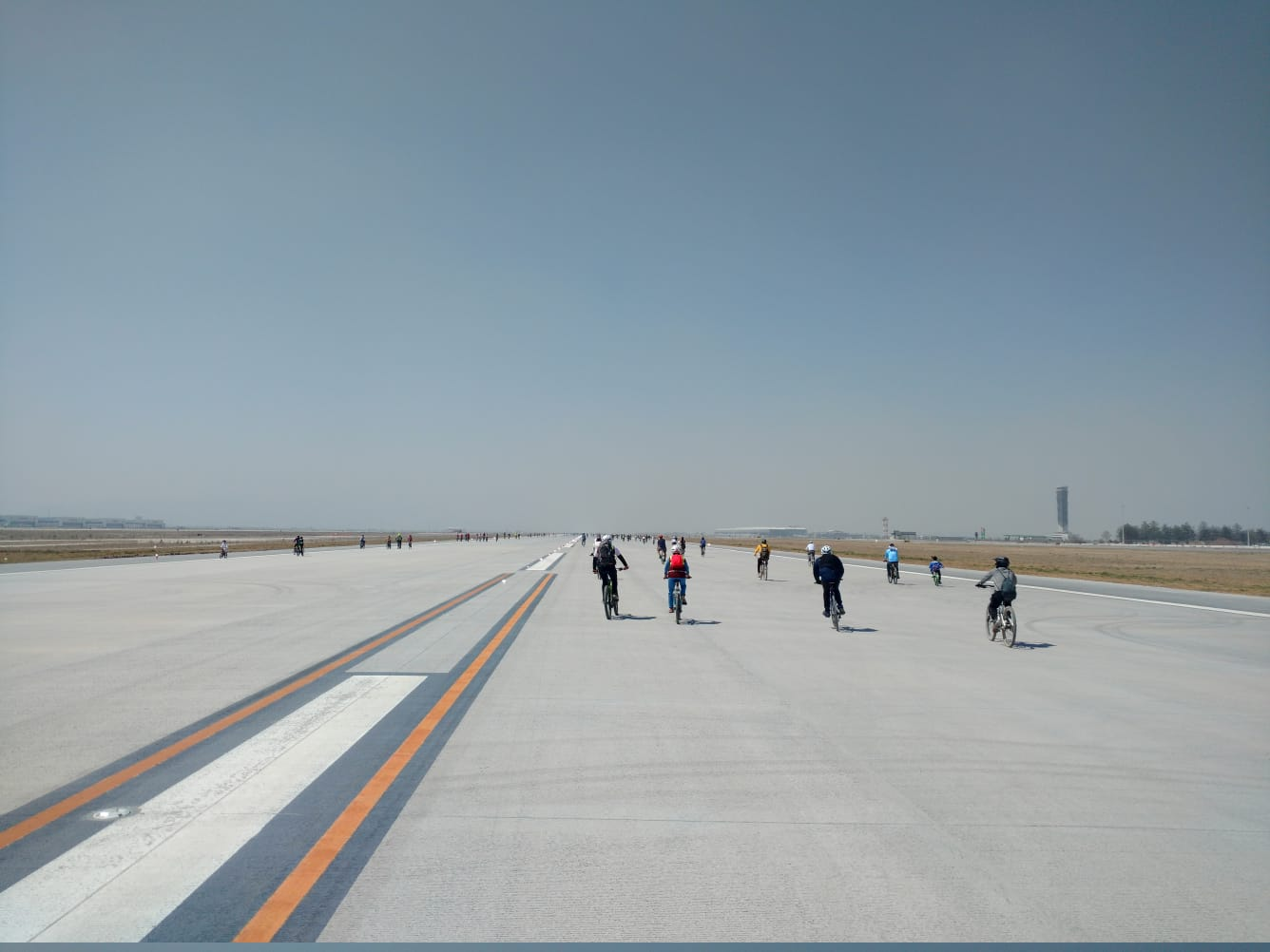
Pista del Aeropuerto Internacional Felipe Ángeles durante la rodada ciclista previa a la inauguración.

El aeropuerto posee tres pistas de aterrizaje y despegue para operaciones simultáneas.
| Designador | longitud | ancho | Clave OACI | Categoría de aproximación | Uso principal |
| ---------- | -------- | ----- | ---------- | ------------------------- | ------------- |
| 04L-22R    | 4500m    | 45m   | 4F         | ILS CAT I¹                | civil         |
| 04C-22C    | 4500m    | 45m   | 4E         | ILS CAT I                 | civil         |
| 04R-22L    | 3500m    | 45m   | n/d        | VFR                       | militar       |

Originalmente, en 2019 la SEDENA informó que las pistas de uso civil tendrían sistema de aproximación de precisión CAT III, sin embargo el 16 de diciembre de 2021, cuando en conjunto con la SICT y SENEAM presentaron en la publicación de información aeronáutica los datos de aeródromo oficiales —que estarán vigentes al momento de la inauguración del aeropuerto— se declaró el sistema ILS como CAT I.
El AIFA posee un sistema de luces blancas de eje de pista y de luces verdes de eje de calle de rodaje, siendo hasta 2022 el único aeropuerto en México utilizando estas ayudas visuales.

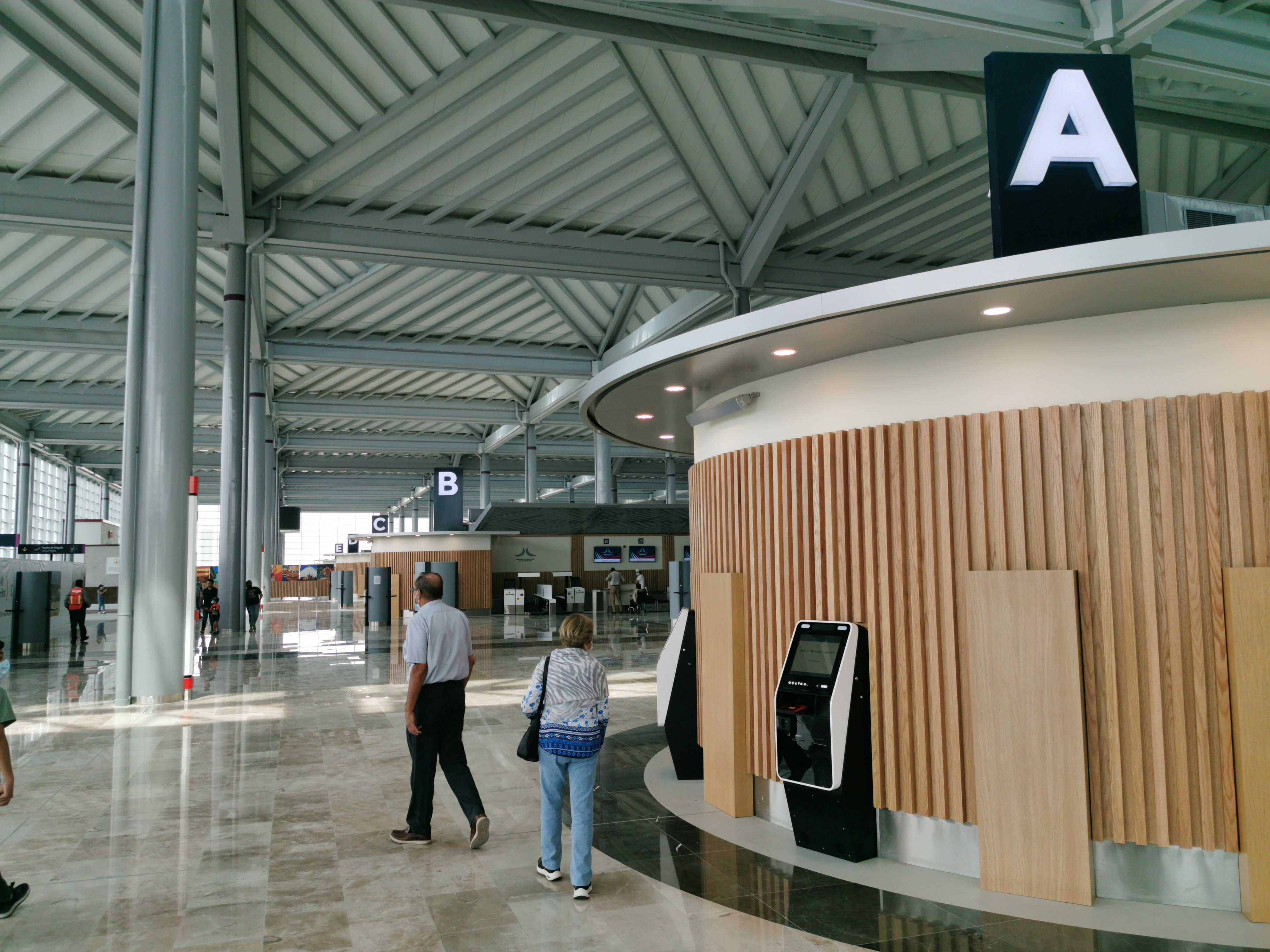
Mostradores en la Terminal de Pasajeros.

La pista 04R-22L, se encuentra limitada a uso exclusivamente militar usando reglas de vuelo visual VFR en cuya trayectoria se encuentra el Cerro de Paula, cuya elevación máxima es de 2625 m s. n. m. Esta se inauguró tras un aterrizaje el 10 de febrero de 2021. El presidente López Obrador encabezó la ceremonia en la pista aérea de 3500 m de longitud por 45 m de ancho. Se adelantó la inauguración para celebrar el 106.º aniversario de la FAM.
El presidente López Obrador abordó un avión Boeing 737-800 de la Fuerza Aérea, siendo la primera aeronave en aterrizar en las nuevas instalaciones militares.
Se espera que para 2023, el aeropuerto cuente con las categorías 2 y 3 del Sistema de Aterrizaje por Instrumentos (ILS).

## Aerolíneas y destinos

### Pasajeros
El aeropuerto conecta 39 destinos nacionales y 16 internacionales en América Latina y Estados Unidos. En esta tabla muestra los pasajeros vuelos servidos con un vuelo sin escalas o vuelo directo sin cambio de aeronave que transporta pasajeros originarios del Valle de México de acuerdo a los horarios publicados de las compañías aéreas, a menos que se indique lo contrario:
| Destinos por aerolínea                                                                                  | Destinos por aerolínea | Destinos por aerolínea |
| Aerolínea                                                                                               | Destinos | Alianza                |
| --- | --- | ---------------------- |
| Aeroméxico                                                                                              | Cancún | SkyTeam                |
| Aeroméxico Connect                                                                                      | Colima, Durango, Guadalajara, Houston-Intercontinental, McAllen, Mérida, Monterrey, Oaxaca, Puerto Vallarta, Tulum, Veracruz | SkyTeam                |
| Aerus                                                                                                   | Ciudad Victoria, Poza Rica, San Luis Potosí | N/A                    |
| Arajet                                                                                                  | Punta Cana, Santo Domingo–Las Américas | N/A                    |
| Conviasa                                                                                                | Caracas | N/A                    |
| Magnicharters                                                                                           | Cancún, La Habana | N/A                    |
| Mexicana de Aviación                                                                                    | Campeche, Chetumal, Ciudad Victoria, Guadalajara, Ixtapa/Zihuatanejo, Ixtepec, Mazatlán, Mérida, Monterrey, Palenque, Puerto Vallarta, San José del Cabo, Tijuana, Tulum | N/A                    |
| TAH Airlines                                                                                            | San Pedro Sula | N/A                    |
| Viva | Acapulco, Austin (inicia el 20 de noviembre de 2025), Bogotá, Cancún, Chetumal, Chicago-O'Hare (inicia el 13 de noviembre de 2025), Chihuahua, Ciudad Juárez, Ciudad Obregón, Culiacán, Dallas-Fort Worth (inicia el 21 de noviembre de 2025), Denver (inicia el 20 de noviembre de 2025), Guadalajara, Hermosillo, Houston-Intercontinental (inicia el 20 de noviembre de 2025), Huatulco, Ixtapa/Zihuatanejo, La Habana, La Paz, León/Bajio, Los Ángeles (inicia el 1 de noviembre de 2025), Matamoros, Mazatlán, Mérida, Miami (inicia el 21 de noviembre de 2025), Monterrey, Nueva York–JFK (inicia el 12 de diciembre de 2025), Nuevo Laredo, Orlando (inicia el 20 de noviembre de 2025), Oaxaca, Puerto Escondido, Puerto Vallarta, Reynosa, Saltillo (inicia el 31 de octubre de 2025), San José del Cabo, Tampico, Tepic, Tijuana, Tulum, Tuxtla Gutiérrez, Veracruz (inicia el 1 de noviembre de 2025), Villahermosa | N/A                    |
| Volaris                                                                                                 | Cancún, Guadalajara, La Paz, Mérida, San José del Cabo, Tijuana | N/A                    |
| Total: 55 destinos (39 nacionales, 16 internacionales), 10 aerolíneas (7 nacionales, 3 internacionales) | |                        |

### Otros servicios
Además de las aerolíneas programadas mencionadas anteriormente, el aeropuerto Felipe Ángeles también es utilizado por algunas aerolíneas adicionales para vuelos chárter, que incluye:
- Aeroregional
- Canada Jetlines
- Corendon Airlines
- Global X Airways
- GullivAir
- Iberojet
- Starlink Aviation
- World2Fly

### Destinos nacionales
Se brinda servicio a 39 ciudades dentro del país a cargo de 7 aerolíneas. Los destinos de Aeroméxico son operados también por Aeroméxico Connect.
| Destinos nacionales del Aeropuerto Internacional Felipe Ángeles NLU ACA CPE CUN CTM CUU CEN CJS CEN CVM CLQ CUL DGO GDL HMO HUX ZIH IZT LAP BJX MAM MZT MID MTY NLD OAX PQM PAZ PXM PVR REX SLW SJD SLP TAM TPQ TIJ TQO TGZ VER VSA | Destinos nacionales del Aeropuerto Internacional Felipe Ángeles NLU ACA CPE CUN CTM CUU CEN CJS CEN CVM CLQ CUL DGO GDL HMO HUX ZIH IZT LAP BJX MAM MZT MID MTY NLD OAX PQM PAZ PXM PVR REX SLW SJD SLP TAM TPQ TIJ TQO TGZ VER VSA | Destinos nacionales del Aeropuerto Internacional Felipe Ángeles NLU ACA CPE CUN CTM CUU CEN CJS CEN CVM CLQ CUL DGO GDL HMO HUX ZIH IZT LAP BJX MAM MZT MID MTY NLD OAX PQM PAZ PXM PVR REX SLW SJD SLP TAM TPQ TIJ TQO TGZ VER VSA | Destinos nacionales del Aeropuerto Internacional Felipe Ángeles NLU ACA CPE CUN CTM CUU CEN CJS CEN CVM CLQ CUL DGO GDL HMO HUX ZIH IZT LAP BJX MAM MZT MID MTY NLD OAX PQM PAZ PXM PVR REX SLW SJD SLP TAM TPQ TIJ TQO TGZ VER VSA | Destinos nacionales del Aeropuerto Internacional Felipe Ángeles NLU ACA CPE CUN CTM CUU CEN CJS CEN CVM CLQ CUL DGO GDL HMO HUX ZIH IZT LAP BJX MAM MZT MID MTY NLD OAX PQM PAZ PXM PVR REX SLW SJD SLP TAM TPQ TIJ TQO TGZ VER VSA | Destinos nacionales del Aeropuerto Internacional Felipe Ángeles NLU ACA CPE CUN CTM CUU CEN CJS CEN CVM CLQ CUL DGO GDL HMO HUX ZIH IZT LAP BJX MAM MZT MID MTY NLD OAX PQM PAZ PXM PVR REX SLW SJD SLP TAM TPQ TIJ TQO TGZ VER VSA | Destinos nacionales del Aeropuerto Internacional Felipe Ángeles NLU ACA CPE CUN CTM CUU CEN CJS CEN CVM CLQ CUL DGO GDL HMO HUX ZIH IZT LAP BJX MAM MZT MID MTY NLD OAX PQM PAZ PXM PVR REX SLW SJD SLP TAM TPQ TIJ TQO TGZ VER VSA | Destinos nacionales del Aeropuerto Internacional Felipe Ángeles NLU ACA CPE CUN CTM CUU CEN CJS CEN CVM CLQ CUL DGO GDL HMO HUX ZIH IZT LAP BJX MAM MZT MID MTY NLD OAX PQM PAZ PXM PVR REX SLW SJD SLP TAM TPQ TIJ TQO TGZ VER VSA |
| Destinos | Viva | Mexicana | Aeroméxico | Volaris | Aerus | Otra | # |
| --- | --- | --- | --- | --- | --- | --- | --- |
| Acapulco (ACA) | • | | | | | | 1 |
| Campeche (CPE) | | • | | | | | 1 |
| Cancún (CUN) | • | | • | • | | Magnicharters | 4 |
| Chetumal (CTM) | • | • | | | | | 2 |
| Chihuahua (CUU) | • | | | | | | 1 |
| Ciudad Juárez (CJS) | • | | | | | | 1 |
| Ciudad Obregón (CEN) | • | | | | | | 1 |
| Ciudad Victoria (CVM) | | • | | | • | | 2 |
| Colima (CQL) | | | • | | | | 1 |
| Culiacán (CUL) | • | | | | | | 1 |
| Durango (DGO) | | | • | | | | 1 |
| Guadalajara (GDL) | • | • | • | • | | | 4 |
| Hermosillo (HMO) | • | | | | | | 1 |
| Huatulco (HUX) | • | | | | | | 1 |
| Ixtapa-Zihuatanejo (ZIH) | • | • | | | | | 2 |
| Ixtepec (IZT) | | • | | | | | 1 |
| La Paz (LAP) | • | | | • | | | 2 |
| León/El Bajío (BJX) | • | | | | | | 1 |
| Matamoros (MAM) | • | | | | | | 1 |
| Mazatlán (MZT) | • | • | | | | | 2 |
| Mérida (MID) | • | • | • | • | | | 4 |
| Monterrey (MTY) | • | • | • | | | | 3 |
| Nuevo Laredo (NLD) | • | | | | | | 1 |
| Oaxaca (OAX) | • | | • | | | | 2 |
| Palenque (PQM) | | • | | | | | 1 |
| Poza Riza (PAZ) | | | | | • | | 1 |
| Puerto Escondido (PXM) | • | | | | | | 1 |
| Puerto Vallarta (PVR) | • | • | • | | | | 3 |
| Reynosa (REX) | • | | | | | | 1 |
| Saltillo (SLW) | • | | | | | | 1 |
| San José del Cabo (SJD) | • | • | | • | | | 3 |
| San Luis Potosí (SLP) | | | | | • | | 1 |
| Tampico (TAM) | • | | | | | | 1 |
| Tepic (TPQ) | • | | | | | | 1 |
| Tijuana (TIJ) | • | • | | • | | | 3 |
| Tulum (TQO) | • | • | • | | | | 3 |
| Tuxtla Gutiérrez (TGZ) | • | | | | | | 1 |
| Veracruz (VER) | • | | • | | | | 2 |
| Villahermosa (VSA) | • | | | | | | 1 |
| Total | 31 | 14 | 10 | 8 | 3 | 1 | 39 |

### Destinos internacionales
| Ciudades                                       | Nombre del aeropuerto                               | Aerolíneas                                                    |
| Norteamérica                                   | Norteamérica                                        | Norteamérica                                                  |
| ---------------------------------------------- | --------------------------------------------------- | ------------------------------------------------------------- |
| Estados Unidos (10 destinos, 2 aerolíneas)     |                                                     |                                                               |
| Austin                                         | Aeropuerto Internacional de Austin-Bergstrom        | Viva (inicia el 20 de noviembre de 2025)                      |
| Chicago                                        | Aeropuerto Internacional O'Hare                     | Viva (inicia el 13 de noviembre de 2025)                      |
| Dallas                                         | Aeropuerto Internacional de Dallas-Fort Worth       | Viva (inicia el 20 de noviembre de 2025)                      |
| Denver                                         | Aeropuerto Internacional de Denver                  | Viva (inicia el 21 de noviembre de 2025)                      |
| Houston                                        | Aeropuerto Intercontinental George Bush             | Aeroméxico Connect / Viva (inicia el 20 de noviembre de 2025) |
| Los Ángeles                                    | Aeropuerto Internacional de Los Ángeles             | Viva (inicia el 1 de noviembre de 2025)                       |
| McAllen                                        | Aeropuerto Internacional de McAllen-Miller          | Aeroméxico Connect                                            |
| Miami                                          | Aeropuerto Internacional de Miami                   | Viva (inicia el 21 de noviembre de 2025)                      |
| Nueva York                                     | Aeropuerto Internacional John F. Kennedy            | Viva (inicia el 12 de diciembre de 2025)                      |
| Orlando                                        | Aeropuerto Internacional de Orlando                 | Viva (inicia el 20 de noviembre de 2025)                      |
| Centroamérica y El Caribe                      |                                                     |                                                               |
| Cuba (1 destino, 2 aerolíneas)                 |                                                     |                                                               |
| La Habana                                      | Aeropuerto Internacional José Martí                 | Magnicharters / Viva                                          |
| Honduras (1 destino, 1 aerolínea)              |                                                     |                                                               |
| San Pedro Sula                                 | Aeropuerto Internacional Ramón Villeda Morales      | TAH Airlines                                                  |
| República Dominicana (2 destinos, 1 aerolínea) |                                                     |                                                               |
| Punta Cana                                     | Aeropuerto Internacional de Punta Cana              | Arajet                                                        |
| Santo Domingo                                  | Aeropuerto Internacional Las Américas               | Arajet                                                        |
| Sudamérica                                     |                                                     |                                                               |
| Colombia (1 destino, 1 aerolínea)              |                                                     |                                                               |
| Bogotá                                         | Aeropuerto Internacional El Dorado                  | Viva                                                          |
| Venezuela (1 destino, 1 aerolínea)             |                                                     |                                                               |
| Caracas                                        | Aeropuerto Internacional de Maiquetía Simón Bolívar | Conviasa                                                      |
| Total: 16 destinos, 6 países, 7 aerolíneas     |                                                     |                                                               |

### Futuros destinos
| Destino                             | Aeropuerto                                             | Aerolínea         | Fecha de inicio          | Ref.          |
| ----------------------------------- | ------------------------------------------------------ | ----------------- | ------------------------ | ------------- |
| Guayaquil, Ecuador                  | Aeropuerto Internacional José Joaquín de Olmedo        | Aeroregional      | Planes de inicio         | [ 70 ] [ 71 ] |
| Quito, Ecuador                      | Aeropuerto Internacional Mariscal Sucre                | Aeroregional      | Planes de inicio         | [ 70 ] [ 71 ] |
| Celaya, Guanajuato                  | Aeropuerto Nacional Capitán Rogelio Castillo           | Aerus             | Planes de inicio         | [ 72 ]        |
| Toronto, Canadá                     | Aeropuerto Internacional Toronto Pearson               | Air Canada        | Planes de inicio         | [ 73 ]        |
| Toronto, Canadá                     | Aeropuerto Internacional Toronto Pearson               | Mexicana          | Planes de inicio         | [ 74 ] [ 75 ] |
| Bombay, India                       | Aeropuerto Internacional Chhatrapati Shivaji           | Air India         | Planes de inicio         | [ 76 ]        |
| Madrid, España                      | Aeropuerto Adolfo Suárez Madrid-Barajas                | Air Europa        | En estudio               | [ 77 ]        |
| Santa Cruz de la Sierra, Bolivia    | Aeropuerto Internacional Viru Viru (vía Panama-Tocumen | BoA               | Planes de inicio         | [ 78 ]        |
| Los Ángeles, Estados Unidos         | Aeropuerto Internacional de Los Ángeles                | Delta Air Lines   | Planes de inicio         | [ 79 ]        |
| Los Ángeles, Estados Unidos         | Aeropuerto Internacional de Los Ángeles                | Mexicana          | Planes de inicio         | [ 74 ] [ 75 ] |
| Atlanta, Estados Unidos             | Aeropuerto Internacional Hartsfield-Jackson            | Delta Air Lines   | Planes de inicio         | [ 79 ]        |
| Atlanta, Estados Unidos             | Aeropuerto Internacional Hartsfield-Jackson            | Mexicana          | Planes de inicio         | [ 74 ] [ 75 ] |
| Bogotá, Colombia                    | Aeropuerto Internacional El Dorado                     | JetSMART Colombia | Planes de inicio         | [ 80 ]        |
| Bogotá, Colombia                    | Aeropuerto Internacional El Dorado                     | Mexicana          | Planes de inicio         | [ 74 ] [ 75 ] |
| Ciudad Obregón, Sonora              | Aeropuerto Internacional de Ciudad Obregón             | Mexicana          | Planes de inicio         | [ 81 ] [ 82 ] |
| Colima, Colima                      | Aeropuerto Nacional Licenciado Miguel de la Madrid     | Mexicana          | Planes de inicio         | [ 81 ] [ 82 ] |
| Ensenada, Baja California           | Aeropuerto Internacional Ojos Negros                   | Mexicana          | Planes de inicio         | [ 81 ] [ 82 ] |
| Guaymas, Sonora                     | Aeropuerto Internacional General José María Yáñez      | Mexicana          | Planes de inicio         | [ 81 ] [ 82 ] |
| Lázaro Cárdenas, Michoacán          | Aeropuerto Nacional de Lázaro Cárdenas                 | Mexicana          | Planes de inicio         | [ 81 ] [ 82 ] |
| Loreto, Baja California Sur         | Aeropuerto Internacional de Loreto                     | Mexicana          | Planes de inicio         | [ 81 ] [ 82 ] |
| Matamoros, Tamaulipas               | Aeropuerto Internacional General Servando Canales      | Mexicana          | Planes de inicio         | [ 81 ] [ 82 ] |
| Monclova, Coahuila                  | Aeropuerto Internacional Venustiano Carranza           | Mexicana          | Planes de inicio         | [ 81 ] [ 82 ] |
| Nogales, Sonora                     | Aeropuerto Internacional de Nogales                    | Mexicana          | Planes de inicio         | [ 81 ] [ 82 ] |
| Puebla, Puebla                      | Aeropuerto Internacional de Puebla                     | Mexicana          | Planes de inicio         | [ 81 ] [ 82 ] |
| Salina Cruz, Oaxaca                 | Estación Aeronaval de Salina Cruz                      | Mexicana          | Planes de inicio         | [ 81 ] [ 82 ] |
| San Luis Potosí, San Luis Potosí    | Aeropuerto Internacional de San Luis Potosí            | Mexicana          | Planes de inicio         | [ 81 ] [ 82 ] |
| Tamuín, San Luis Potosí             | Aeropuerto Nacional de Tamuín                          | Mexicana          | Planes de inicio         | [ 81 ] [ 82 ] |
| Montreal, Canadá                    | Aeropuerto Internacional Pierre Elliott Trudeau        | Mexicana          | Planes de inicio en 2025 | [ 74 ] [ 75 ] |
| Vancouver, Canadá                   | Aeropuerto Internacional de Vancouver                  | Mexicana          | Planes de inicio en 2025 | [ 74 ] [ 75 ] |
| San José, Costa Rica                | Aeropuerto Internacional Juan Santamaría               | Mexicana          | Planes de inicio en 2025 | [ 74 ] [ 75 ] |
| La Habana, Cuba                     | Aeropuerto Internacional José Martí                    | Mexicana          | Planes de inicio en 2025 | [ 74 ] [ 75 ] |
| Boston, Estados Unidos              | Aeropuerto Internacional Logan                         | Mexicana          | Planes de inicio en 2025 | [ 74 ] [ 75 ] |
| Charlotte, Estados Unidos           | Aeropuerto Internacional de Charlotte-Douglas          | Mexicana          | Planes de inicio en 2025 | [ 74 ] [ 75 ] |
| Chicago, Estados Unidos             | Aeropuerto Internacional O'Hare                        | Mexicana          | Planes de inicio en 2025 | [ 74 ] [ 75 ] |
| Cleveland, Estados Unidos           | Aeropuerto Internacional de Cleveland-Hopkins          | Mexicana          | Planes de inicio en 2025 | [ 74 ] [ 75 ] |
| Dallas, Estados Unidos              | Aeropuerto Internacional de Dallas-Fort Worth          | Mexicana          | Planes de inicio en 2025 | [ 74 ] [ 75 ] |
| Detroit, Estados Unidos             | Aeropuerto Internacional de Detroit                    | Mexicana          | Planes de inicio en 2025 | [ 74 ] [ 75 ] |
| Fort Lauderdale, Estados Unidos     | Aeropuerto Internacional de Fort Lauderdale-Hollywood  | Mexicana          | Planes de inicio en 2025 | [ 74 ] [ 75 ] |
| Houston, Estados Unidos             | Aeropuerto Intercontinental George Bush                | Mexicana          | Planes de inicio en 2025 | [ 74 ] [ 75 ] |
| Miami, Estados Unidos               | Aeropuerto Internacional de Miami                      | Mexicana          | Planes de inicio en 2025 | [ 74 ] [ 75 ] |
| Nueva York, Estados Unidos          | Aeropuerto Internacional John F. Kennedy               | Mexicana          | Planes de inicio en 2025 | [ 74 ] [ 75 ] |
| Phoenix, Estados Unidos             | Aeropuerto Internacional de Phoenix-Sky Harbor         | Mexicana          | Planes de inicio en 2025 | [ 74 ] [ 75 ] |
| San Francisco, Estados Unidos       | Aeropuerto Internacional de San Francisco              | Mexicana          | Planes de inicio en 2025 | [ 74 ] [ 75 ] |
| Tegucigalpa, Honduras               | Aeropuerto Internacional de Comayagua                  | Mexicana          | Planes de inicio en 2025 | [ 74 ] [ 75 ] |
| Ciudad de Panamá, Panamá            | Aeropuerto Internacional de Tocumen                    | Mexicana          | Planes de inicio en 2025 | [ 74 ] [ 75 ] |
| Asunción, Paraguay                  | Aeropuerto Internacional Silvio Pettirossi             | Mexicana          | Planes de inicio en 2025 | [ 74 ] [ 75 ] |
| Lima, Perú                          | Aeropuerto Internacional Jorge Chávez                  | Mexicana          | Planes de inicio en 2025 | [ 74 ] [ 75 ] |
| Ciudad del Carmen, Campeche         | Aeropuerto Internacional de Ciudad del Carmen          | Mexicana          | Planes de inicio         | [ 81 ] [ 82 ] |
| Ciudad del Carmen, Campeche         | Aeropuerto Internacional de Ciudad del Carmen          | Viva              | Planes de inicio         | [ 83 ]        |
| Ciudad del Carmen, Campeche         | Aeropuerto Internacional de Ciudad del Carmen          | Volaris           | Planes de inicio         | [ 83 ]        |
| Casablanca, Marruecos               | Aeropuerto Internacional Mohammed V                    | Royal Air Maroc   | Negociaciones iniciadas  | [ 84 ]        |
| Yeda, Arabia Saudita                | Aeropuerto Internacional Rey Abdulaziz                 | Saudia            | Planes de inicio         | [ 85 ]        |
| Cabo San Lucas, Baja California Sur | Aeródromo Internacional de Cabo San Lucas              | Señor Air         | Planes de inicio         | [ 86 ]        |
| Ciudad de Guatemala, Guatemala      | Aeropuerto Internacional La Aurora                     | TAG Airlines      | Planes de inicio         | [ 87 ]        |
| Roatán, Honduras                    | Aeropuerto Internacional Juan Manuel Gálvez            | TAH Airlines      | Planes de inicio         | [ 88 ]        |
| Tegucigalpa, Honduras               | Aeropuerto Internacional Toncontín                     | TAH Airlines      | Planes de inicio         | [ 88 ]        |

## Aerolíneas de carga
El AIFA es el aeropuerto  con más tráfico de carga del país. 
Las siguientes aerolíneas prestan servicios de carga en el AIFA:
| Aerolínea                | Destinos |
| ------------------------ | --- |
| ABX Air                  | Cincinnati, Guadalajara, Los Ángeles |
| AeroUnion                | Bogotá, Chicago-O'Hare, Cincinnati, Guadalajara, León/El Bajío, Los Ángeles, Miami, Monterrey, Nueva York-JFK, Tijuana |
| Air Canada Cargo         | Guadalajara, Montréal-Trudeau, Toronto–Pearson |
| Air France Cargo         | Atlanta, Guadalajara, Houston-Intercontinental, Oporto, París-Charles de Gaulle |
| Amerijet International   | Miami, Monterrey |
| Atlas Air                | Anchorage, Chicago-O'Hare, Halifax, Huntsville, Honolulu, Indianápolis, Lieja, Medellín-Cordova, Miami, Quito, Santiago de Chile, Zaragoza |
| Avianca Cargo            | Bogotá, Los Ángeles |
| Awesome Cargo            | Acapulco, Zhengzhou |
| CAL Cargo Air Lines      | Lieja, Tel Aviv |
| Cargojet Airways         | Cincinnati, Guadalajara |
| Cargolux                 | Anchorage, Dallas/Fort Worth, Guadalajara, Houston-Intercontinental, Luxemburgo, Nueva York–JFK, Portland (OR) |
| Cargolux Italia          | Milán–Malpensa |
| Cathay Pacific Cargo     | Anchorage, Hong Kong, Guadalajara, Los Ángeles |
| Copa Airlines Cargo      | Houston-Intercontinental, Miami |
| China Southern Airlines  | Harbin, Los Ángeles, Shanghái-Pudong, Shenzhen, Taiyuan, Tijuana |
| Delta Cargo              | Chicago-Midway, Houston-Intercontinental, San Diego, San Francisco |
| DHL Aviation             | Cincinnati, Guadalajara, Ciudad de Guatemala, Los Ángeles |
| Emirates SkyCargo        | Copenhague, Dubái-Al Maktoum, Fráncfort, Guadalajara, Houston-Intercontinental, Los Ángeles, Quito, Zaragoza |
| Estafeta                 | Miami, San Luis Potosí, Villahermosa Estacional: Mérida |
| Ethiopian Airlines Cargo | Addis Ababa, Bogotá, Zaragoza |
| FedEx Express            | Anchorage, Memphis |
| Kalitta Air              | Anchorage |
| Lufthansa Cargo          | Chicago-O'Hare, Dallas/Fort Worth, Fráncfort, Guadalajara, Monterrey, Nueva York-JFK |
| LATAM Cargo Brasil       | Miami, Recife-Guararapes, São Paulo-Guarulhos |
| MAS                      | Anchorage, Bogotá, Buenos Aires-Ezeiza, Campinas, Fráncfort, Greenville-Spartanburg, Guadalajara, Ciudad de Guatemala, Guayaquil, Hong Kong, Lima, Los Ángeles, Miami, Monterrey, Ciudad de Panamá–Tocumen, Quito, San José de Costa Rica, Santiago de Chile, Seúl-Incheon, Zhengzhou |
| Mexicana Cargo Services  | Guadalajara, San José del Cabo, Mérida, Tijuana, Tulum |
| MSC Air Cargo            | Anchorage, Indianápolis, Lieja |
| National Cargo           | Anchorage, Campinas, Dallas/Fort Worth, Miami, Ciudad de Panamá–Tocumen |
| Qatar Cargo              | Atlanta, Bogotá, Dallas/Fort Worth, Doha, Huntsville, Lieja, Los Ángeles, Luxemburgo, Macau, Madrid-Barajas, Nagoya, Ostende/Brujas, París-Charles de Gaulle, Zaragoza |
| Silk Way West            | Houston-Intercontinental, Miami |
| Tianjin Air Cargo        | Cincinnati |
| Turkish Cargo            | Bogotá, Chicago-O'Hare, Curazao, Estambul, Houston-Intercontinental, Maastricht/Aquisgrán, Madrid-Barajas, Toronto–Pearson |
| UPS Airlines             | Louisville |

## Servicios

### Ciudad Aeroportuaria
Se ha denominado Ciudad Aeroportuaria las áreas para servicios conexos, como hoteles, centros comerciales, oficinas, hospitales, comercios y gasolineras. La SEDENA afirma que la considera «un foco estratégico de servicios, un núcleo de progreso en conjunto con el Aeropuerto Internacional Felipe Ángeles generando empleos y oportunidades de desarrollo para la región».

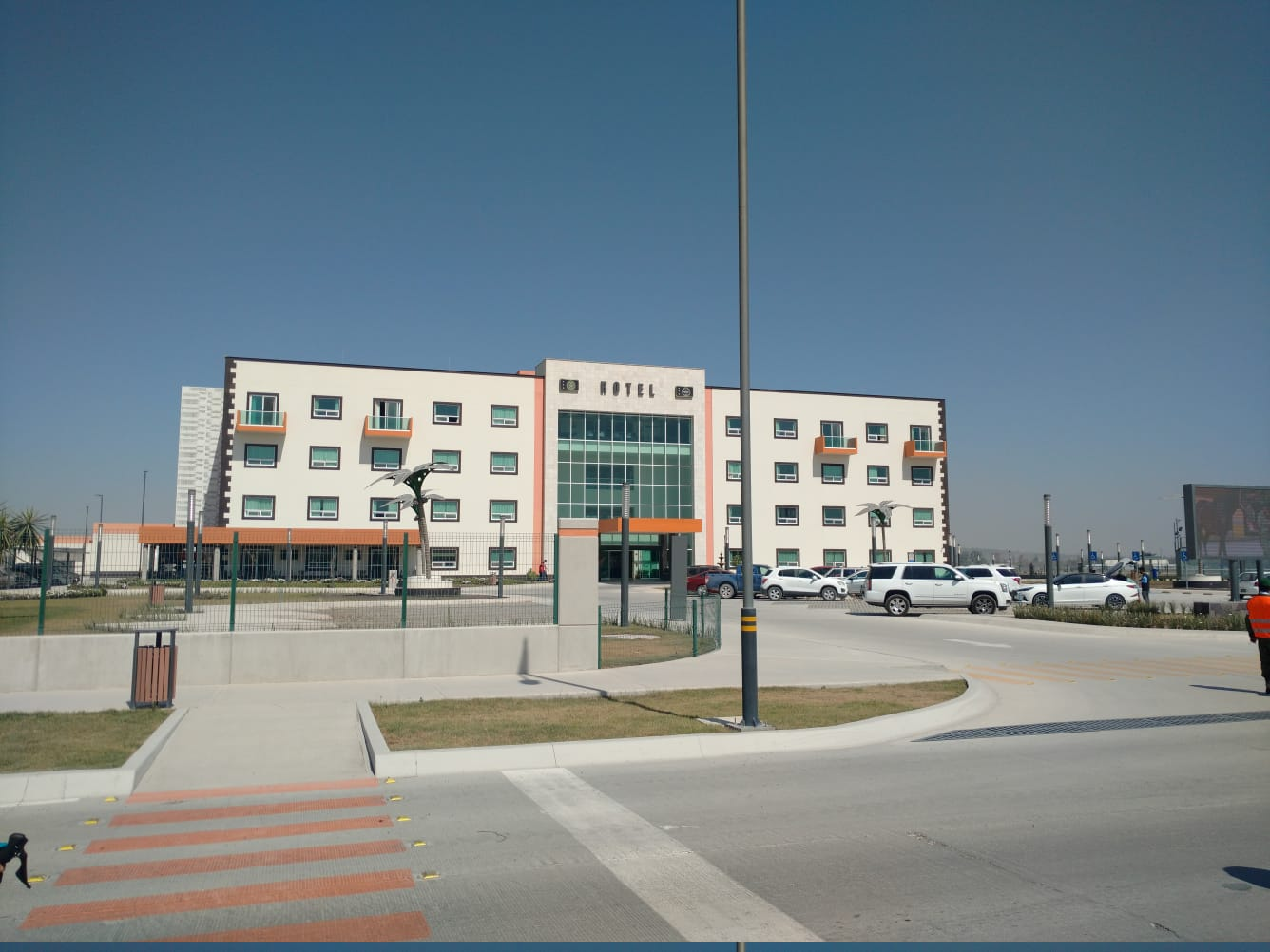
Hotel de SEDENA operado por Holiday Inn

### Hoteles
- Holiday Inn México Felipe Ángeles Aeropuerto.[90][91]

### Terminal Intermodal de Transporte Terrestre y edificio de estacionamiento
La Terminal Intermodal de Transporte Terrestre, junto con el estacionamiento para usuarios, es un edificio de 6 niveles.
- Nivel Tren Suburbano (-9.35m)

Tendrá 2 andenes con capacidad para 3 trenes, con capacidad para 1138 usuarios.
- Sótano 2 nivel (-7.60m)

Tendrá 920 cajones de estacionamiento de larga estancia.
- Sótano 1 nivel (-3.80m)

Con 896 cajones de estacionamiento de larga estancia.
- Nivel 0 
  - Contará con 435 cajones de estacionamiento de corta estancia.
  - Terminal de autobuses.
  - Terminal Mexibús.
  - Área de boletaje tren suburbano.
- Nivel 1 (+3.50m)

716 cajones de estacionamiento de corta estancia.
- Nivel 2 (+7.00m)
  - 1.058 cajones de estacionamiento de corta estancia.
  - Skywalk (conexión con ciudad aeroportuaria).
- Nivel 3 (+10.50)

Plaza Mexicana

### Estacionamiento
- Estacionamiento para empleados: tiene un área de 24 932 m² con capacidad para 659 automóviles. La ubicación y orientación de este estacionamiento va acorde al diseño de la terminal de pasajeros, ubicado en la parte sur y aun costado del eje troncal de circulación, con la finalidad de priorizar el flujo de la movilidad interna de los empleados del aeropuerto evitando problemas de circulación.[92]

- Estacionamiento de taxis: es un área de 15,000 mil m² de estacionamiento para taxis que brindan una capacidad de tener 329 cajones. Estará en un área alejada de la terminal para tener una mejor gestión de los flujos de tráfico y mejorar las congestiones de tráfico vial en las cercanías de la acera de llegadas. El edificio de estacionamiento, en su fase final, alberga un total de hasta 15 000 cajones.[93][94]
- Sin embargo hay que contemplar que la altura máxima del estacionamiento, no permite el acceso a camionetas.

### Corredor Cultural

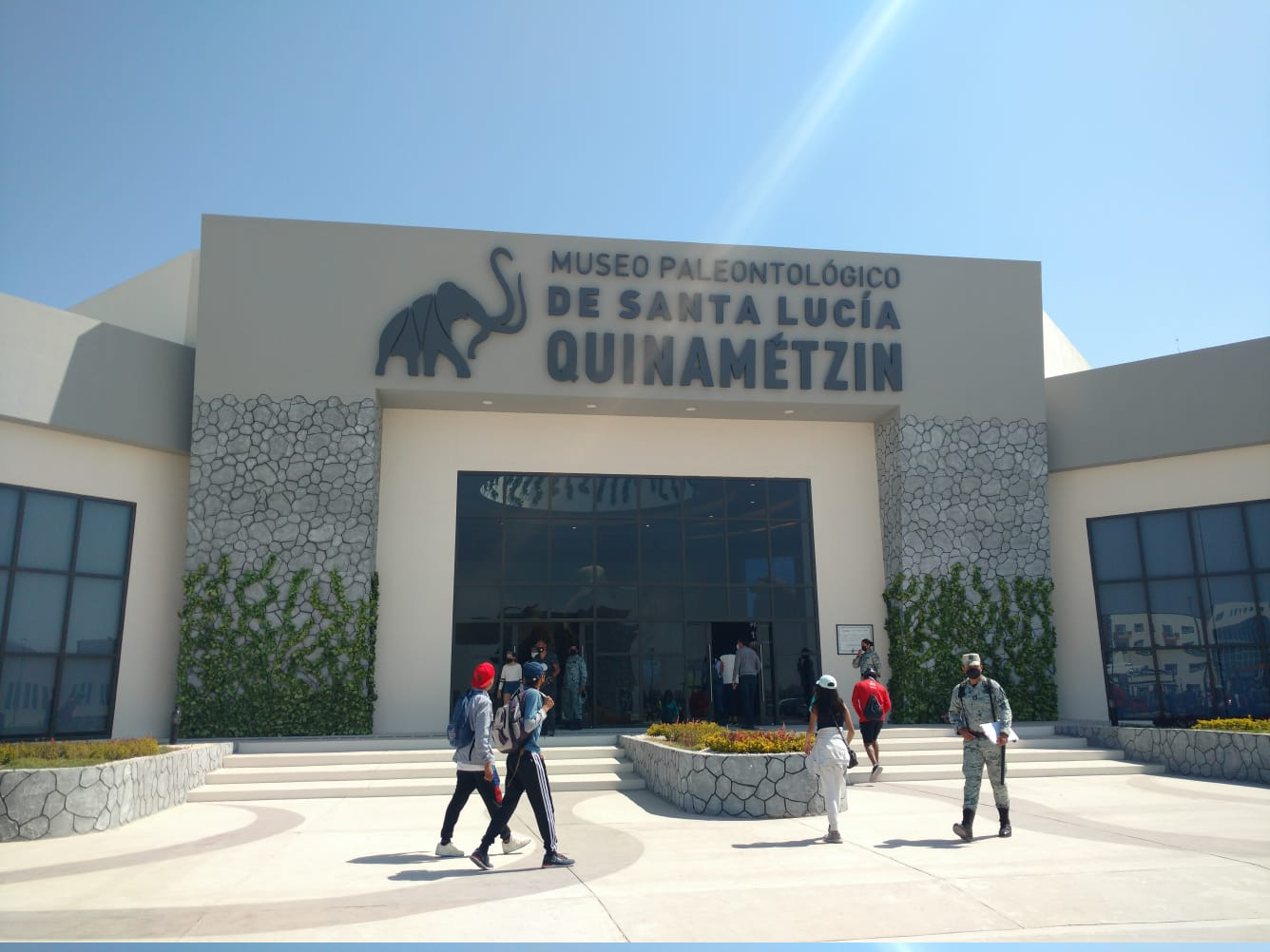
Acceso principal al Museo Paleontológico de Santa Lucía Quinametzin.

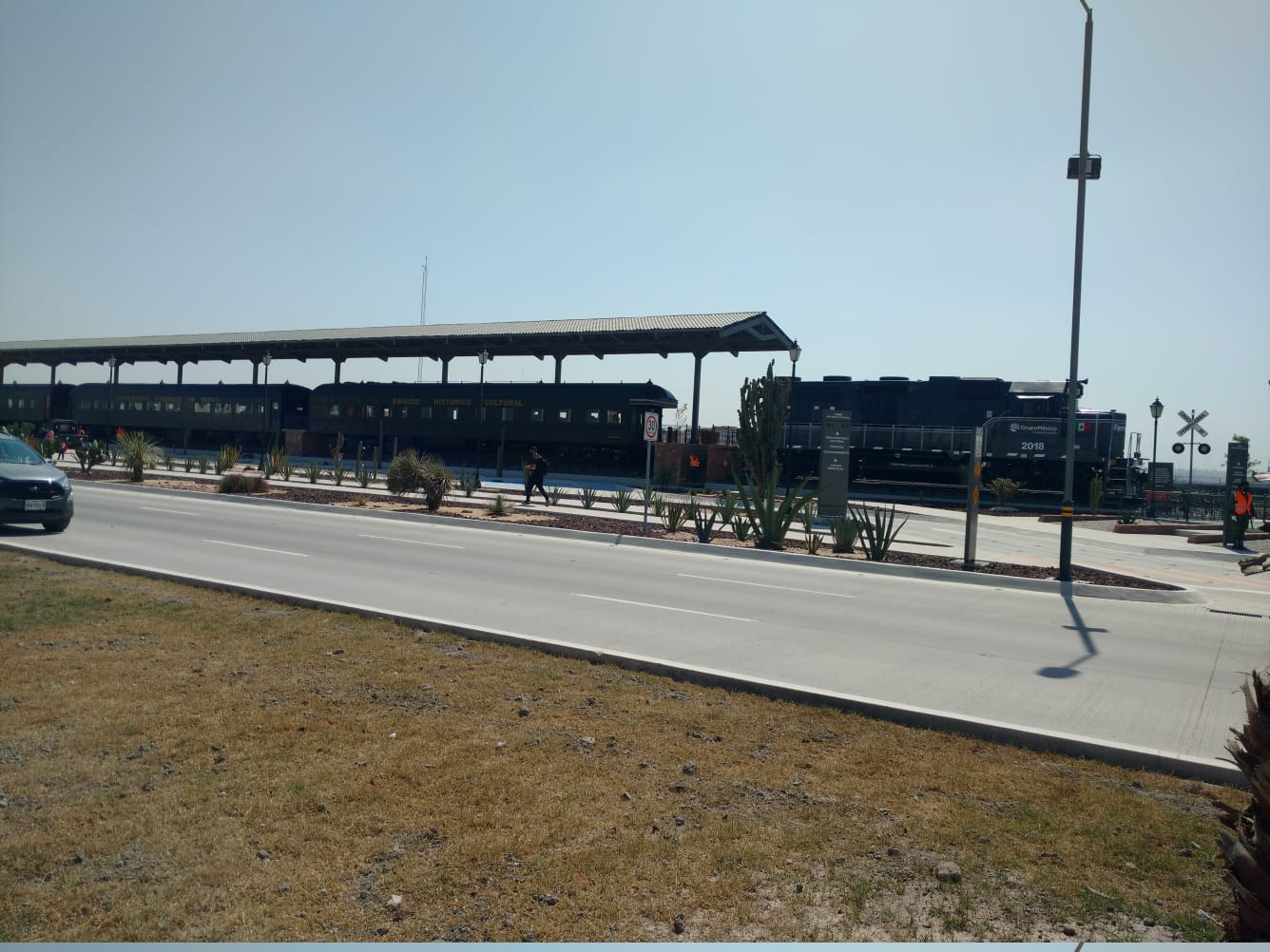
Tren presidencial Olivo en el AIFA.

El aeropuerto cuenta con un corredor cultural diseñado para los pasajeros que se encuentren en tránsito, así como para los habitantes de la zona. El corredor cuenta con tres museos abiertos al público de martes a domingo de las 09:00 a las 16:00 horas:
- Museo Paleontológico de Santa Lucía Quinametzin: También conocido como Museo del Mamut y Tierra de Gigantes, fue creado para conservar, exhibir e investigar sobre los aproximadamente 200 restos de mamuts encontrados durante la construcción del aeropuerto.
- Museo Militar de Aviación: Cuenta con 12 galerías de exhibición y 4 de exposición temporal. A través de las 50 aeronaves que integran la exposición los visitantes podrán conocer la historia de la aviación militar mexicana.
- Museo de Vagones Históricos de Ferrocarriles y Tren Histórico Cultural: Creado a partir de vagones que dieron servicio a la SEDENA y que fueron restaurados: vagón «Francisco I. Madero», vagón «Jalisco» (cafetería) y vagón «Adolfo Ruíz Cortines» (sala de lectura). Además se encuentra una réplica de la antigua estación de Santa Lucía.

## Estadísticas

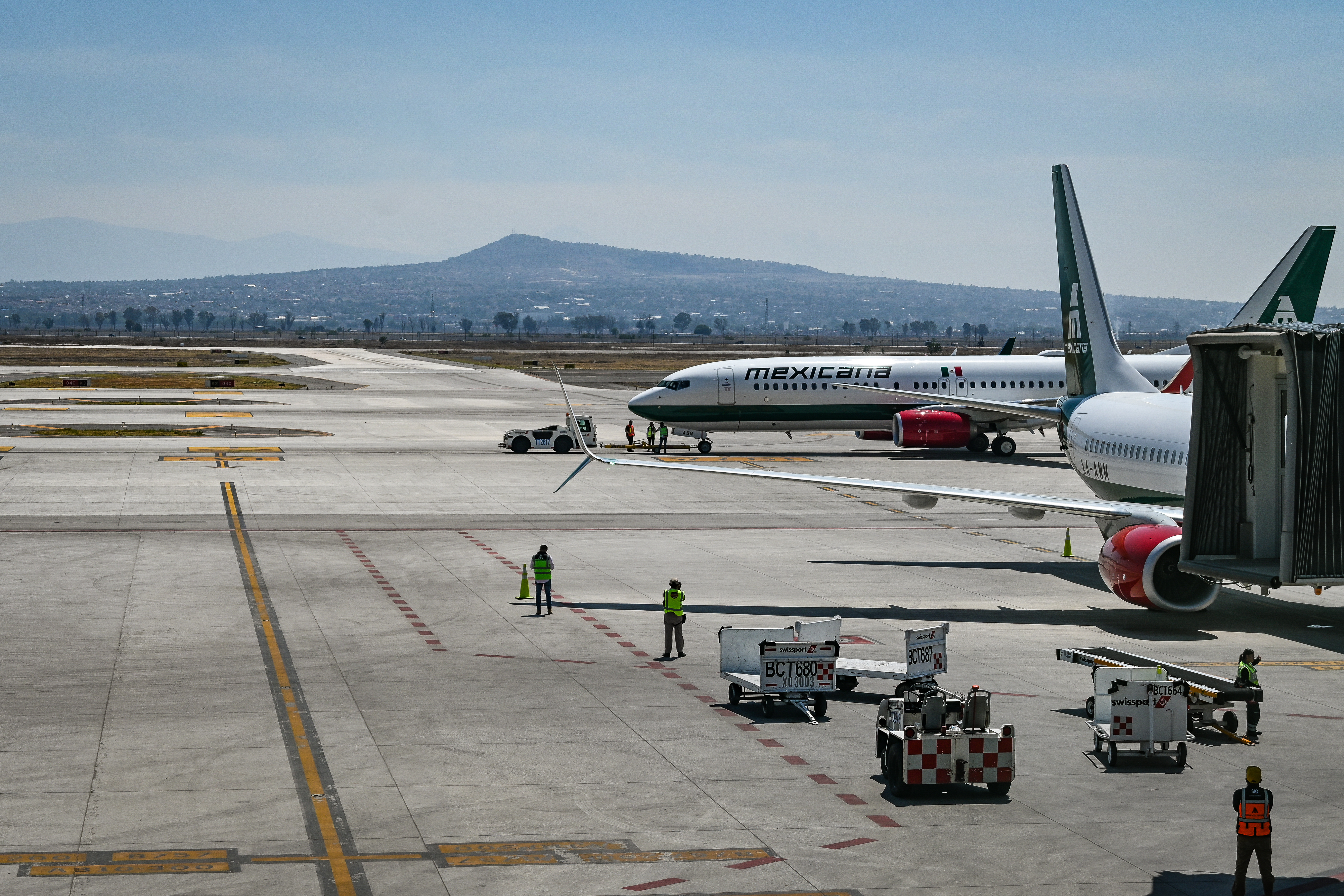
2 Boeing 737-800 de Mexicana de Aviación en las instalaciones.

### Estadísticas de pasajeros
| Año  | Pasajeros totales México | % Cambio    | Movimientos | % Cambio    | Carga       | % Cambio    |
| ---- | ------------------------ | ----------- | ----------- | ----------- | ----------- | ----------- |
| 2022 | 912 415                  | Sin cambios | 9 431       | Sin cambios | 5,188 t     | Sin cambios |
| 2023 | 2,630,437                | 188.29%     | 23,211      | 146.11%     | 186,319.8 t | 3,491.36%   |
| 2024 | 6,318,454                | 140.13%     | 51,734      | 122.89%     | 447,341.1 t | 140.09%     |

### Estadísticas de pasajeros internacionales
| Año  | Pasajeros internacionales | % Cambio    |
| ---- | ------------------------- | ----------- |
| 2022 | 36 369                    | Sin cambios |
| 2023 | 182,305                   | 401.26%     |
| 2024 | 400,162                   | 119.50%     |

### Estadísticas de pasajeros (total)
| Año                     | Pasajeros totales | % cambio    |
| ----------------------- | ----------------- | ----------- |
| 2022 (mar) - 2025 (mar) | 11,393,388        | Sin cambios |

### Estadísticas de tráfico
| Posición | Ciudad                                 | Pasajeros | Posición    | Compañías                                   |
| -------- | -------------------------------------- | --------- | ----------- | ------------------------------------------- |
| 1        | Cancún, Quintana Roo                   | 542,104   | Sin cambios | Aeroméxico, Viva, Volaris                   |
| 2        | Tijuana, Baja California               | 302,659   | 2           | Mexicana, Viva, Volaris                     |
| 3        | Monterrey, Nuevo León                  | 286,104   | 1           | Aeroméxico Connect, Mexicana, Viva          |
| 4        | Guadalajara, Jalisco                   | 283,867   | 1           | Aeroméxico, Mexicana, Viva, Volaris         |
| 5        | Mérida, Yucatán                        | 222,075   | Sin cambios | Aeroméxico Connect, Mexicana, Viva, Volaris |
| 6        | Tulum, Quintana Roo                    | 177,662   |             | Aeroméxico Connect, Mexicana, Viva          |
| 7        | Puerto Vallarta, Jalisco               | 91,287    | Sin cambios | Aeroméxico Connect, Mexicana, Viva          |
| 8        | San José del Cabo, Baja California Sur | 89,465    | 3           | Mexicana, Viva, Volaris                     |
| 9        | Puerto Escondido, Oaxaca               | 89,409    | 1           | Viva                                        |
| 10       | Ciudad Juárez, Chihuahua               | 74,823    |             | Viva                                        |

| Posición | Ciudad                              | Pasajeros | Posición    | Compañías           |
| -------- | ----------------------------------- | --------- | ----------- | ------------------- |
| 1        | Santo Domingo, República Dominicana | 46,408    | Sin cambios | Arajet              |
| 2        | Bogotá, Colombia                    | 40,184    |             | Viva                |
| 3        | Houston, Texas                      | 28,747    |             | Aeroméxico Connect  |
| 4        | McAllen, Texas                      | 23,588    |             | Aeroméxico Connect  |
| 5        | La Habana, Cuba                     | 17,105    | 2           | Magnicharters, Viva |
| 6        | Ciudad de Panamá, Panamá            | 16,854    | 4           | Copa Airlines       |
| 7        | Caracas, Venezuela                  | 10,247    | 3           | Conviasa            |
| 8        | Punta Cana, República Dominicana    | 7,182     |             | Arajet              |

### Accidentes e incidentes
- El 14 de septiembre de 2022, el Vuelo 874 de Aeroméxico Connect tuvo que abortar el despegue, ya que no tenía autorización para despegar.[98]

## Controversias
Después de ganar las elecciones presidenciales celebradas en julio de 2018, el entonces recién electo presidente Andrés Manuel López Obrador, anunció casi de manera inmediata sus intenciones de seguir adelante con su promesa de campaña de llevar a consulta pública la construcción del Nuevo Aeropuerto Internacional de la Ciudad de México (NAICM). 
El mandatario propuso que dentro de la consulta se sopesaran dos opciones: proseguir con la construcción del Aeropuerto de Texcoco o cancelarlo y en su lugar reacondicionar el aeropuerto de la Ciudad de México y el de Toluca, además de construir dos pistas a la base aérea de Santa Lucía. Pese a las objeciones por parte de la oposición, que argumentaban, entre otras cosas, que la alternativa propuesta por el mandatario además de ser poco viable y práctica resultaría más costosa y tardada que continuar con la construcción del NAICM, la consulta popular se llevó a cabo del 25 al 28 de octubre de ese mismo año a poco más de un mes antes de que AMLO asumiera el cargo de manera oficial.
La ciudadanía eligió desechar el Aeropuerto de Texcoco en pos del Aeropuerto de Santa Lucía con 310 463 personas (29% del total) votando por la continuidad del proyecto de la administración pasada y 747 000 votando a favor de la alternativa del nuevo gobierno (69%). A pesar de esto, la consulta no estuvo exenta de polémicas ya que según detractores de López Obrador, señalaron de que esta no se realizó dentro de la normativa establecida por la Ley Federal de Consulta Popular promulgada en 2014, además de que al haber sido organizada por la Fundación Arturo Rosenblueth y por un Consejo Ciudadano conformado por académicos, especialistas, organizaciones de la sociedad civil y activistas afines al gobierno entrante y no por el INE, no se podía garantizar la integridad del ejercicio democrático, entre otras supuestas irregularidades durante el proceso.
La decisión no fue bien recibida tanto por una parte de los usuarios como por aerolíneas y pilotos, quienes señalaron que el sitio elegido para la construcción del nuevo aeropuerto no solamente se encontraba demasiado alejado del Aeropuerto Internacional Benito Juaréz sino que además era una zona de difícil acceso sin la infraestructura necesaria para garantizar el funcionamiento y comunicación óptimo entre ambos aeropuertos. La Asociación Sindical de Pilotos Aviadores de México (ASPA) y la Federación Internacional de Asociaciones de Pilotos de Líneas Aéreas (IFALPA, por sus siglas en inglés) también externalizaron su preocupación por el rediseño del espacio aéreo en el Valle de México y las nuevas complicaciones que presentaba tener tres aeropuertos operando al mismo tiempo.
Finalmente, desde su entrada en funcionamiento el Aeropuerto Internacional Felipe Ángeles no ha logrado hasta el momento convencer a detractores sobre su capacidad de alivianar la carga de 46.2 millones de pasajeros que tiene actualmente el AICM. Pero la conexión al Tren Suburbano no estará finalizada hasta dentro de unos meses, aún no se ha terminado la extensión del Mexibús, hay todavía vialidades y certificaciones pendientes, y México acaba de recuperar la categoría 1 de IATA y de lanzar su aerolínea estatal Mexicana. Además, no se obligó a las aerolíneas que no hacen interlining en el AICM a que se muden al AIFA o al Aeropuerto de Toluca. Aunque para la próxima temporada, algunas aerolíneas podrían perder slots en el AICM por uso indebido de horarios. También se podrían consolidar vuelos (por ejemplo, agregando vuelos de quinta u octava libertad en aviones de fuselaje ancho), reducir la cantidad de vuelos privados, transferir algunos vuelos a otros hubs más sustentables o reemplazarlos por vuelos directos o trenes de alta velocidad. SRAP, IGS-to-SRAP y otras herramientas podrían ayudar.

## Aeropuertos cercanos
Los aeropuertos más cercanos son:
- Aeropuerto Internacional de la Ciudad de México (36 km)
- Aeropuerto Nacional de Pachuca (53 km)
- Aeropuerto Internacional Lic. Adolfo López Mateos (Toluca) (74 km)
- Aeropuerto Internacional de Puebla (Huejotzingo) (95 km)
- Aeropuerto Internacional General Mariano Matamoros (Cuernavaca) (106 km)
- Aeropuerto Intercontinental de Querétaro (155 km)
- Aeropuerto Nacional El Tajín (188 km)